# Jean Seignemartin
Jean Seignemartin, né Lyon le  17 avril 1848 et mort à Alger le 29 novembre 1875, est un peintre français, membre de l'École lyonnaise de peinture. 

## Biographie
Jean Seignemartin naît cours des Chartreux (au 8 de l'actuel cours Général Giraud) à la Croix-Rousse, fils de Jules-César, ouvrier tisseur natif de Saint-Germain-de-Joux (Ain), et de son épouse, née Antoinette Roche, originaire de Grigny (Rhône).
En 1860, il entre à l’École des beaux-arts de Lyon où il devient l’élève d'Achille Chaîne, de Michel-Philibert Genod et de Joseph Guichard (1806-1880) qui représentait les traditions d'Eugène Delacroix. Il en sort en 1865 avec le Laurier d’or. Il partage alors l'atelier de son ami, le peintre lyonnais François Vernay.
En 1870, à la déclaration de guerre franco-prussienne, il est mobilisé le 15 juillet et est envoyé dans un corps de pontonniers à  Paris, où il contracte la tuberculose.
À son retour de la guerre, il travaille à la décoration de l'abbaye Saint-Michel de Frigolet à l'initiative d'Antoine Sublet.
Il s’installe dans un  atelier rue Victor-Arnaud à Lyon et intéresse plusieurs mécènes comme le Docteur Raymond Tripier ou le banquier lyonnais R. Stengelin, père du peintre Alphonse Stengelin dont il est l'ami.
Pendant l'été 1874, il fait un séjour chez M. Pochoy, industriel à Voiron dont il réalise le portrait et celui de sa femme. À l'automne, il part pour l'Algérie où le conduit le docteur Tripier.  Il y rencontre Albert Lebourg (1849-1928), professeur  de dessin à l'École des beaux-arts d'Alger, dont il influencera  fortement le style et qui réalisera son portrait.

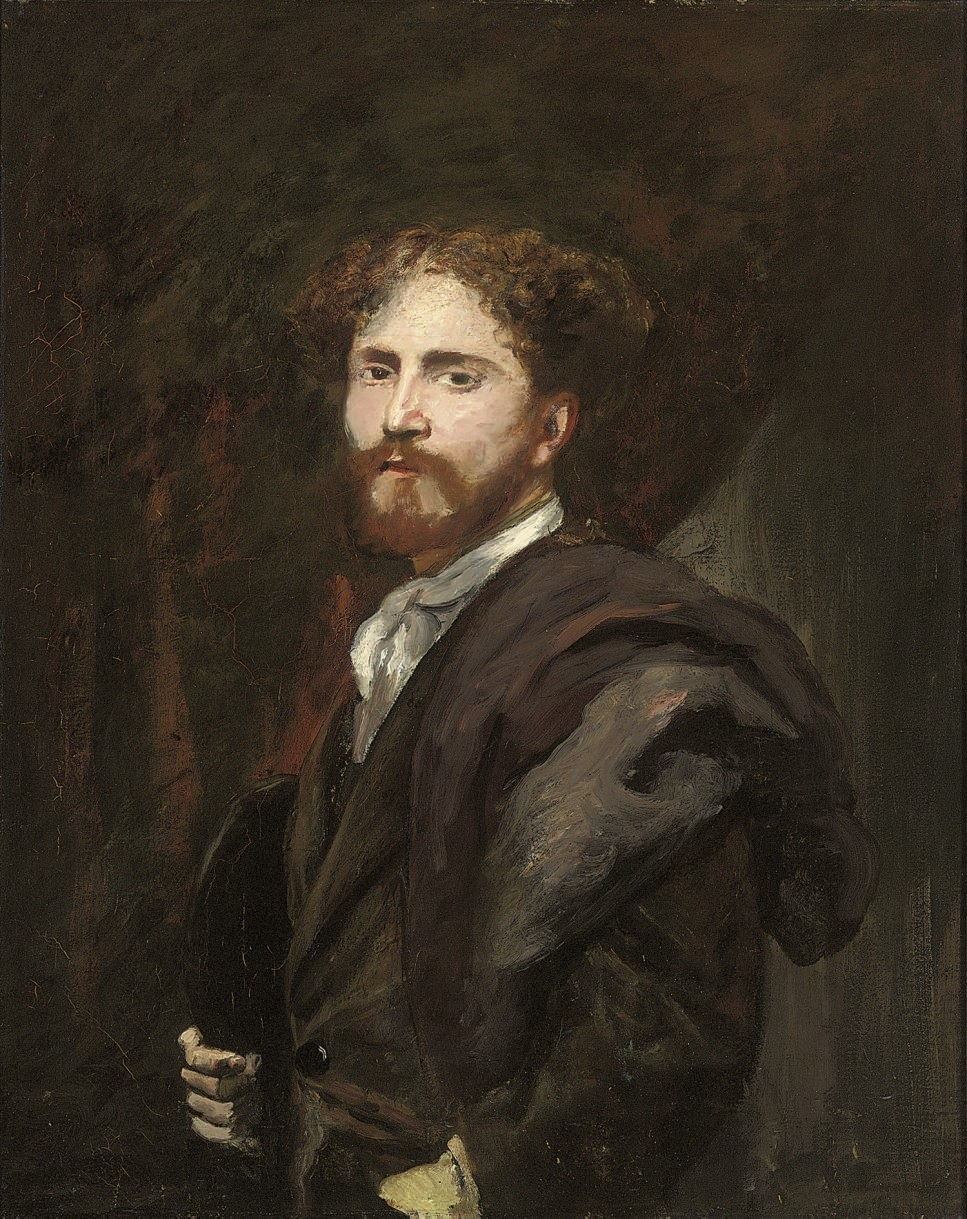
Autoportrait.

En mai 1875, il rentre à Lyon mais repart, cinq mois après, pour l'Algérie sur l’avis des médecins. Il meurt à Alger le 29 novembre 1875. Il fallut plusieurs semaines pour ramener son corps à Lyon et l’inhumer au cimetière de Loyasse. Une souscription publique fut ouverte et permit d’orner sa tombe de son buste en bronze réalisé par Étienne Pagny volé dans les années 1970. 
Ses œuvres comprennent de nombreux bouquets, scènes de genre et paysages et de nombreux portraits, mais ce sont surtout ses toiles peintes en Algérie qui le firent connaître.

## Postérité
- Une rue du 8e arrondissement de Lyon porte son nom.

- Une plaque mémorielle figure sur sa maison natale [5]

- Un prix de peinture fut créé [6] Il était attribué par l'association croix-roussienne "La République de  Gros-Caillou"

- - 1934 Antoine Bazin (1887-1951)[7]

## Expositions
- Musée des beaux-arts de Lyon en 1925
- « Le Temps de la peinture : Lyon 1800-1914 », musée des beaux-arts de Lyon, du 20 avril au 30 juillet 2007

## Collections publiques
- Musée des beaux-arts de Lyon
  - Don Guichotte (1870)
  - Bords du Rhône, étude
  - Environs de Voiron
  - Portrait de Mlle Mégroz (1870)
  - Portrait de M. Stengelin
  - Ballet de Faust (1871)
  - Lilas (1873)
  - La barque (1875)
  - Une rue d'Alger (1875)

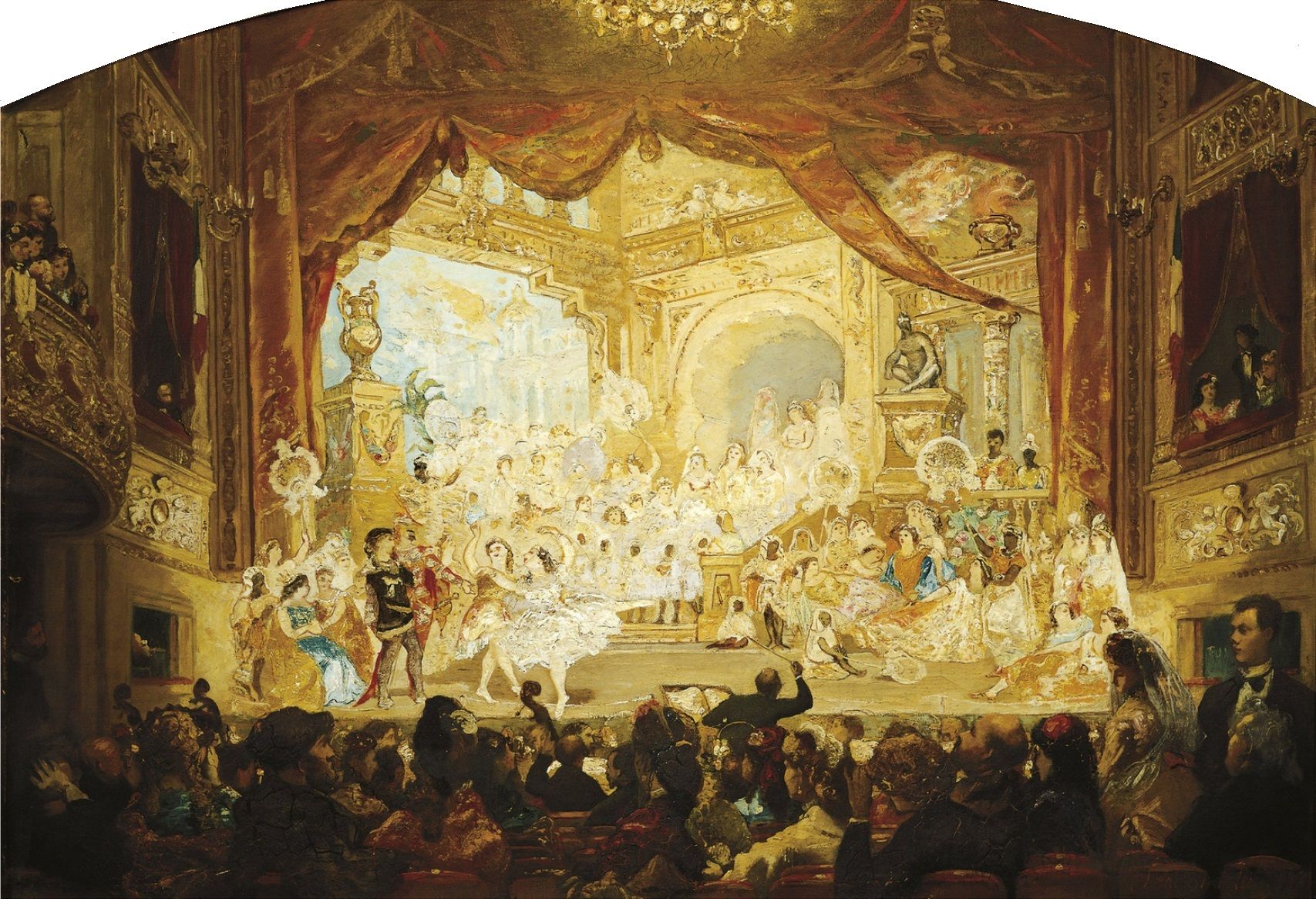
Le Ballet de Faust, musée des beaux-arts de Lyon (1871).

  - Portrait du Dr Raymond Tripier (1875)
  - Mosquée de Sidi Abd er Rhaman (1875)
  - Femme arabe au bain
  - Odalisque à l'esclave
  - Femmes d'Alger (1875)
  - Autoportrait
- Paris, musée d'Orsay
  - Fleurs dans un vase (1874)
  - Boucherie à Alger (1875)
- Musée national des beaux-arts d'Alger
  - l'Adoration des Mages d'après Rubens
  - Paysage de  Bou-Saâda
- Musée d'art moderne et contemporain de Saint-Étienne 
  - L'Homme au lévrier
  - Paysage d'hiver Sud-Algérien 1875
- Musée Fabre de Montpellier Méditerranée Métropole
  - La Terrasse
  - Baigneurs
- Musée Paul-Dini,Villefranche/Saône
  - Paysage du Lyonnais